# Vajnachské jazyky
Vajnachské jazyky (v překladu vajnach = náš národ) jsou společným označením dialektů čečenského jazyka a ingušského jazyka, které jsou rozšířeny na území Čečenska, Ingušska a části severozápadního Dagestánu na severním svahu Velkého Kavkazu. Mimo původního území jsou vajnachské jazyky rozšířeny v zahraničních diasporách v Turecku, Jordánsku, Izraeli, Sýrii a Iráku.
Spolu s bacbijštinou tvoří větev nachských jazyků skupiny severovýchodokavkazských jazyků.
Výše uvedené dělení není jednoznačné, poněvadž čečenský a ingušský jazyk jsou mnohými lingvisty považovány za dva dialekty vajnachského jazyka, jelikož se jedná o jazyky vzájemně srozumitelné a úzce související. Rozdělení na Čečence a Inguše bylo kolem roku 1860 zavedeno teprve Ruskem, které začalo rozdělovat Čečence na přátelské Inguše a nepřátelské Čečence poté, co se dva západní (ingušské) tejpy přestaly účastnit bojů proti ruské expanzi.